# Escalinata dels Jeroglífics
L'Escalinata dels Jeroglífics conté l'escriptura jeroglífica més extensa de tota Mesoamèrica. Se situa a la part occidental del "Temple-piràmide 26", que van construir al segle viii dC els habitants maies de l'antiga ciutat del període clàssic-tardà: Copán, avui dia departament de Copán, a Hondures. L'escalinata forma part d'un temple on es feien cerimònies còsmiques.

## Història

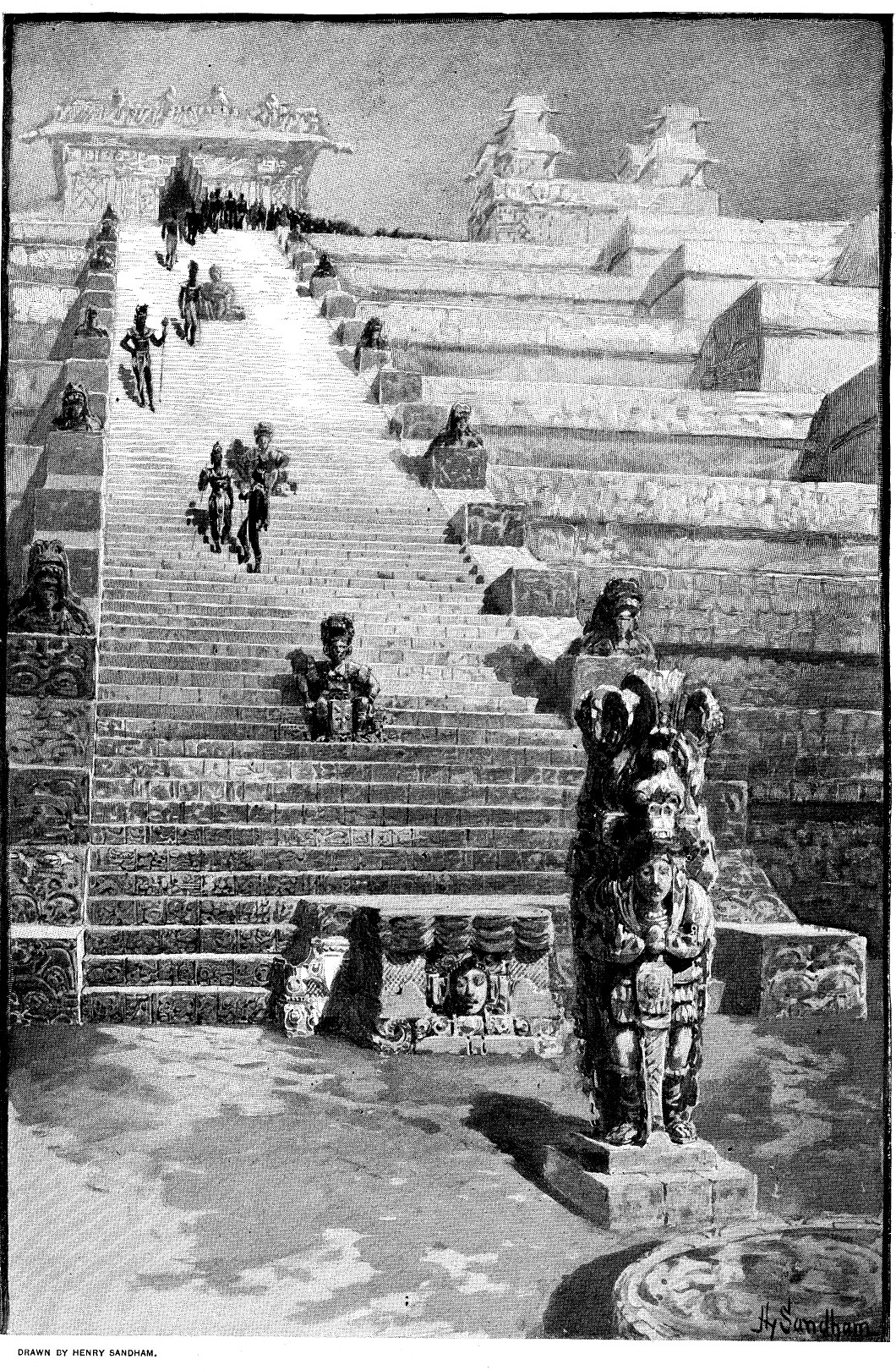
L'escalinata reconstruïda a un gravat de 1898.

Al jeroglífic s'hi narra la crònica oficial dels 16 governants copanencs. Fou esculpida sota el mandat del K'ak' Yipyaj Chan K'awiil de Copán, que va governar la ciutat estat d'ençà el 742 fins a 763 dC).

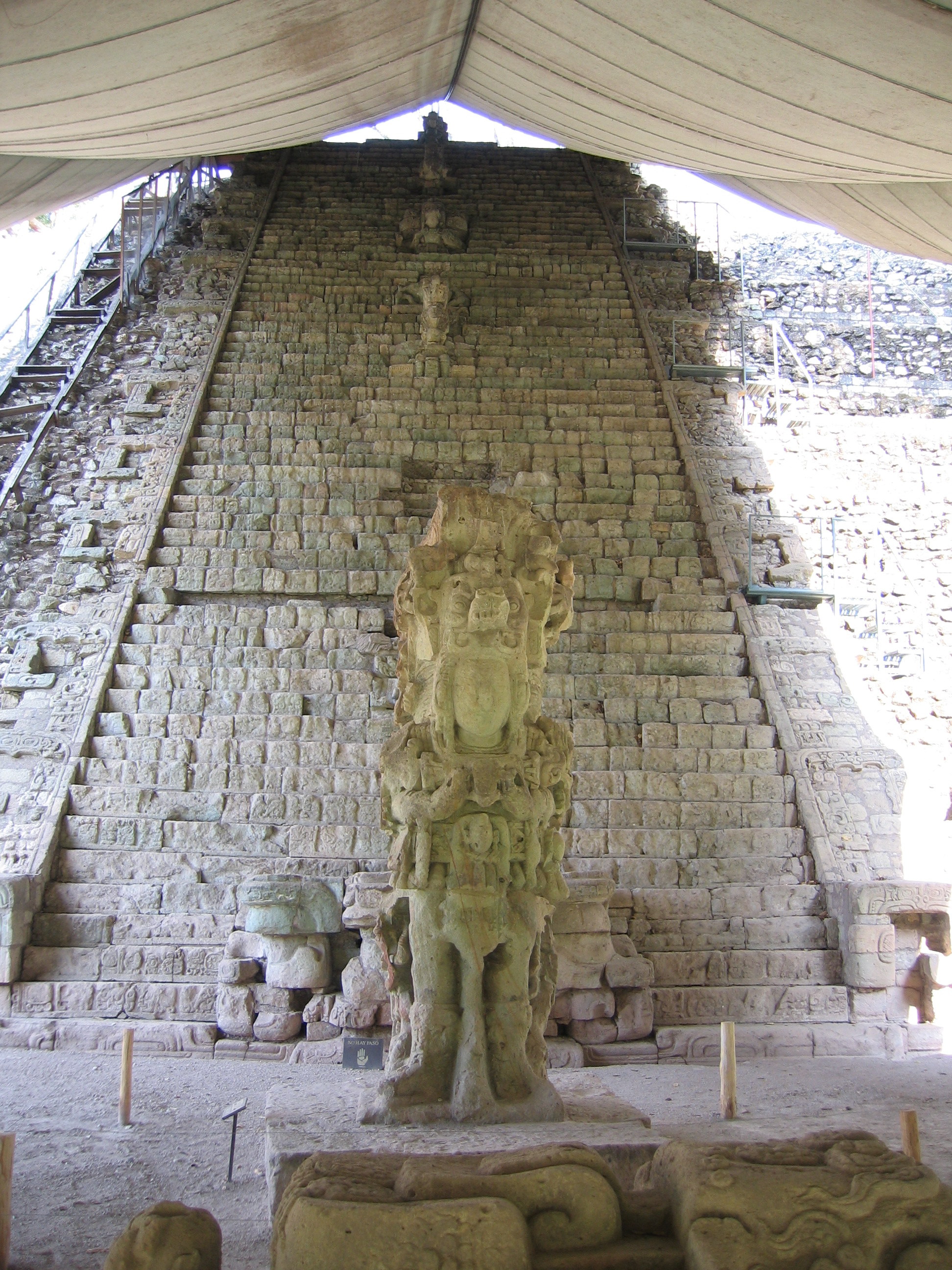
Estat actual de l'Escalinata dels jeroglífics de Copán, Hondures.

L'investigador britànic Alfred Maudslay, al voltant del 1890, va fer la primera excavació de l'escalinata, i van continuar excavant fins al 1900, John G. Owens i George Byron Gordon, membres tots dos del Museu Peabody de la Universitat Harvard.

## Arquitectura
- Situació: Se situa a la part occidental del Temple-piràmide 26 del complex arqueològic de Copán.
- Altura: 12 metres
- Consta de 63 graons de mig metre d'alt i de 9 metres d'ample cadascun.
- Material: 1.100 blocs monolítics.
- Forma: escalinata vertical ascendent.
- Conté 2.500 glifs aproximadament.
- Grup de 6 estàtues humanes seient en trons.

## Simbologia
Els graons, arran de la seua posició concreta, amagaven un significat còsmic i s'utilitzaven per a efectuar certes cerimònies entre els déus del bé i del mal, la vida i la mort. Al mig i de dalt a baix hi ha cinc figures humanes assegudes que representen els cinc governadors més famosos de la dinastia.

## Conservació
A partir de 1930 i fins al 1946 va procedir a la reconstrucció de l'escalinata la Institució Carnegie de Washington, concretament pels investigadors Sylvanus Morles i Gustav Stromsvik. D'ençà el 1985, l'escalinata es cobrí amb una lona per tal d'evitar l'erosió que podria fer malbé o fins i tot esborrar els jeroglífics. Del 2007 ençà, el govern hondurenc ha creat i aplicat un pla per a recuperar i conservar l'escalinata fent servir morter de calç.